# Королевство Акваму
Королевство Акваму — государство на территории Золотого берега и Невольничьего берега, существовавшее примерно в 1600—1730 годах. На пике своего процветания в начале XVIII века королевство простиралось на более чем 400 км вдоль побережья от города Вида на востоке до города Виннеба на западе. Прекратило своё существование после завоевания государством Ашанти.

## История

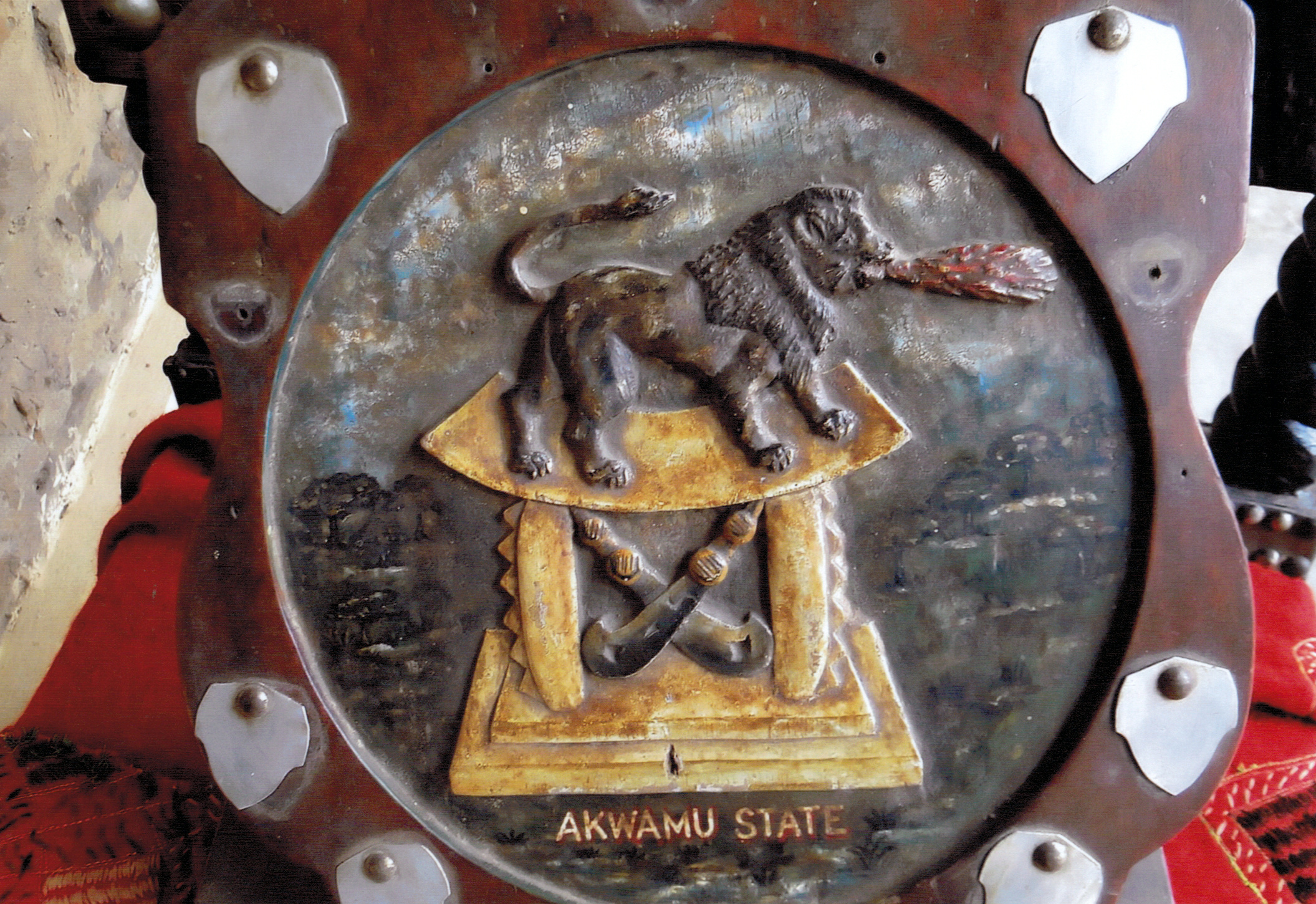
Национальный герб королевства Акваму

Государство было основано народом акваму, который, как считается, переселился из Твифу-Хеман на территорию уже исчезнувшего государства Аким Абуаква. Оно быстро разбогатело за счёт продажи золота из района реки Бирим, а потому жители решили распространить свою власть.

### Серия завоеваний
На севере и северо-западе от Акваму находились другие государства, которые были в союзе с мощным государством Денкира или зависели от него, а потому королевство расширилось на юг и юго-восток в сторону народов Га и Фанти. Они были покорены между 1677 и 1681, когда королём (аквамухене) Акваму был Анса Сасраку. В 1702 году Акваму пересекло реку Вольта, а в 1710 подчинили себе народ Эве на юго-востоке современной Ганы.

### Завоевание королевства
К концу завоеваний Акваму всё более могущественным становилось соседнее государство Ашанти, отношения между этими двумя государствами становились всё более враждебными. В результате долгой войны государство Ашанти ступило на территорию Акваму, аквамухене были вынуждены бежать. К 1731 году королевство Акваму прекратило своё существование.